# Robinsonia willingi
Robinsonia willingi är en fjärilsart som beskrevs av Lauro Travassos 1964. Robinsonia willingi ingår i släktet Robinsonia och familjen björnspinnare. Inga underarter finns listade.